# SVT Norrköping
SVT Norrköping är Sveriges Televisions avdelning i Norrköping. 
Bland de program som producerats av SVT Norrköping finns:
- Barbarella live
- Café Norrköping
- Jalle, Julle och Hjulius
- Nova
- Nya Supersvararna
- Saras kök
- Supersvararna
- Toppform
- Vetenskapens värld
- Östnytt

Den 3 april 2008 meddelade SVT att all programverksamhet i Norrköping läggs ner och koncentreras till de kvarvarande avdelningarna. Kvar i Norrköping blir bara nyhetsredaktionen.